# Eugeniusz Żukowski
Eugeniusz Żukowski (ur. 4 marca 1950 w Karpowiczach) – polski fizyk, profesor nauk fizycznych, profesor Uniwersytetu w Białymstoku.

## Życiorys
W 1973 ukończył studia na Uniwersytecie Warszawskim. Doktoryzował się w 1987 na Politechnice Łódzkiej. Stopień doktora habilitowanego uzyskał w 1998 na UW w oparciu o pracę pt. Magnetic Compton Scattering. An Application to Spin Dependent Momentum Distribution in RFe2 Compounds. Tytuł profesora nauk fizycznych otrzymał 28 lipca 2015.
Jako nauczyciel akademicki związany z Uniwersytetem w Białymstoku, na którym doszedł do stanowiska profesora. W latach 1999–2005 był dyrektorem Instytutu Fizyki Doświadczalnej. W kadencjach 2008–2012 i 2012–2016 pełnił funkcję dziekana Wydziału Fizyki.
Specjalizuje się w fizyce ciała stałego. Opublikował ponad 70 prac, wypromował jednego doktora. Odbył staże na Uniwersytecie w Tybindze (1981–1982) oraz University of Warwick (1990–1993). Członek Polskiego Towarzystwa Fizycznego, w latach 2004–2010 przewodniczący oddziału białostockiego PTF.
W 2007 został odznaczony Srebrnym Krzyżem Zasługi. Otrzymał też Medal Komisji Edukacji Narodowej (2019).